# Tragiczna historia Celala Tan i jego rodziny
Tragiczna historia Celala Tan i jego rodziny (tur. Celal Tan ve Ailesinin Aşırı Acıklı Hikayesi) – turecki komediodramat z 2011 w reżyserii Onura Ünlü.
Polska premiera odbyła się 30 maja 2012 w ramach Tygodnia Filmów Tureckich, organizowanego w warszawskim kinie Muranów.

## Opis fabuły
Bohaterem filmu jest szanowany profesor prawa konstytucyjnego, mieszkający z dwójką dzieci w małym mieście na prowincji. Kilka lat po śmierci swojej pierwszej żony żeni się ze studentką, której uratował życie. W trzecim roku małżeństwa spokojne życie małżeństwa zakłóca przykre wydarzenie. Aby je ukryć przed innymi mieszkańcami małej miejscowości, rodzina profesora zaczyna zachowywać się coraz bardziej absurdalnie.
Film zrealizowano w okolicach Eskişehiru.

## Obsada
- Selçuk Yöntem jako Celal Tan
- Ezgi Mola jako Jülide Tan
- Bülent Emin Yarar jako Ergun Nazlı
- Tansu Biçer jako Kamuran Tan
- Güler Ökten jako Kamuran Hanim
- Türkü Turan jako Özge Nazlı Tan
- Cengiz Bozkurt jako Hakkı
- Alpay Şayhan jako Ege Tan
- Köksal Engür jako Turan Altaylı
- Tuğra Kaftancıoğlu jako Okan Tanülkü
- Ushan Çakir jako Okan Yurdagül
- Gazanfer Ündüz jako rektor
- Engin Hepileri jako komisarz Yardımcısı
- Yılmaz Gruda jako Nida Bej
- Engin Alpateş

## Nagrody i wyróżnienia
Film otrzymał trzy nagrody na 18 Festiwalu Filmowym w Adanie, w tym nagrodę dla najlepszego filmu, prezentowanego na festiwalu.